# Crocodile River (Mpumalanga)
La Crocodile River (ou Krokodilrivier en Afrikaans) est située dans la province du Mpumalanga en Afrique du Sud. 

## Géographie

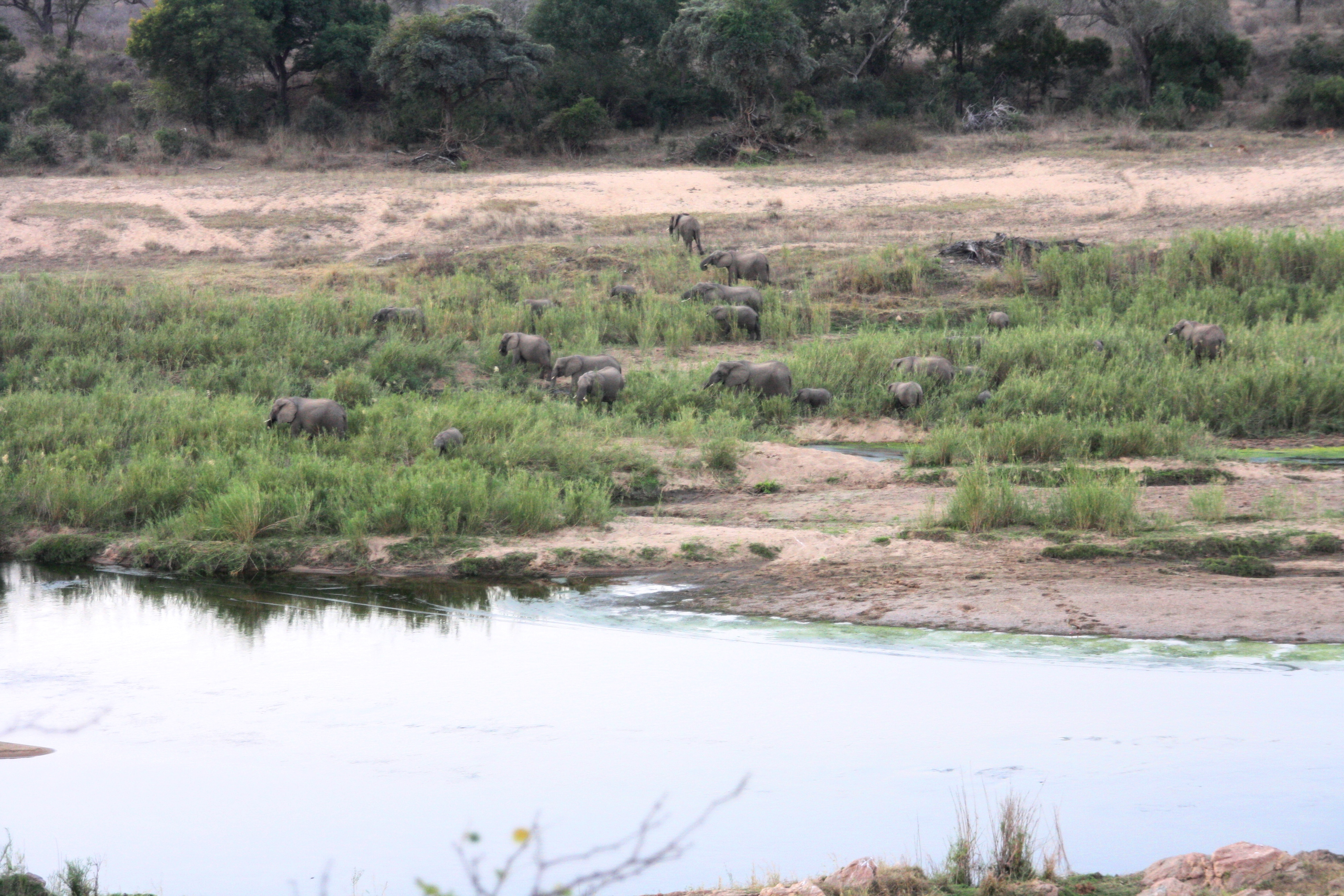
La Crocodile River vue depuis Marloth Park

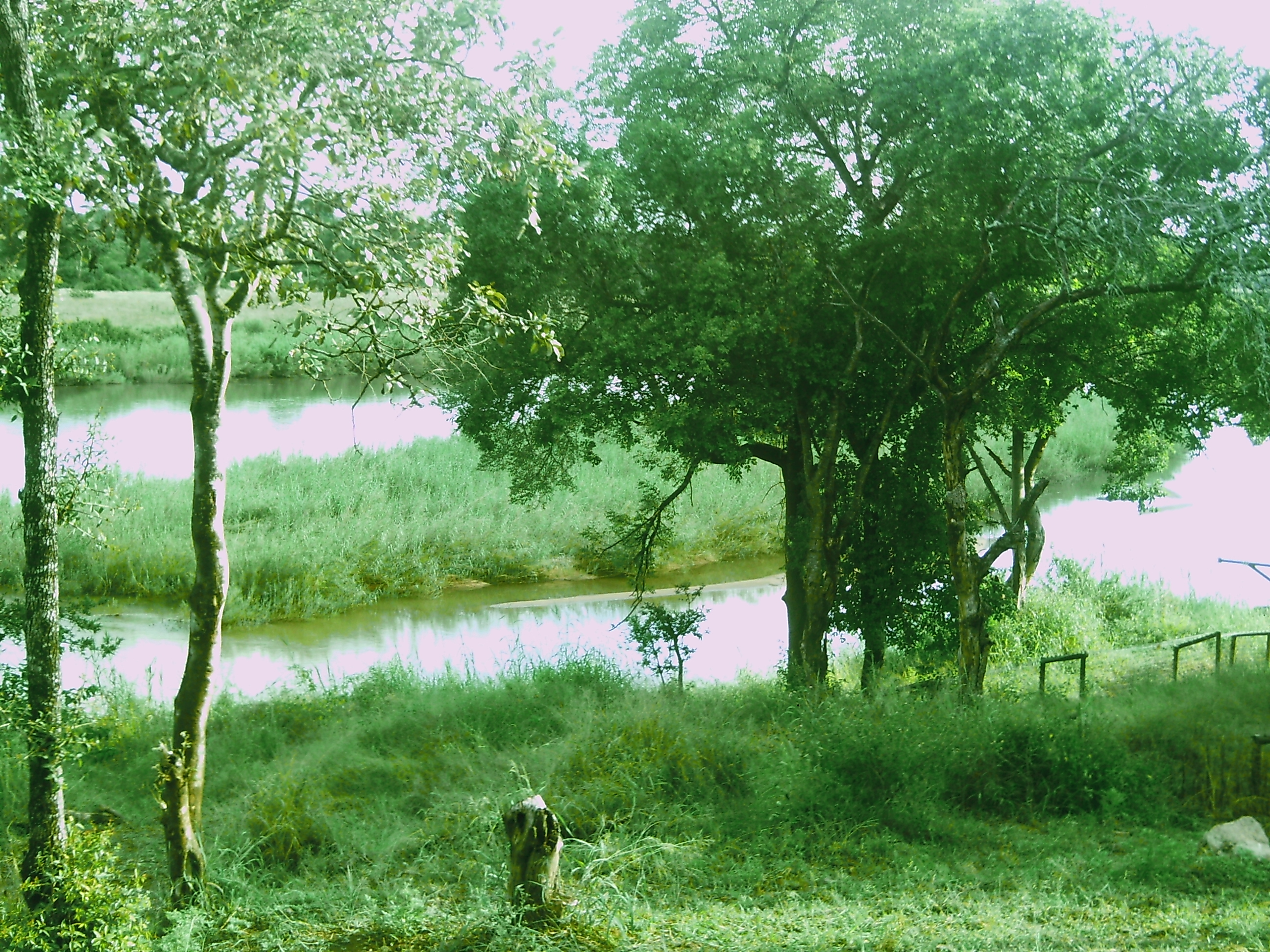
La Crocodile River vue depuis Ngwenya Lodge

Elle prend sa source dans les montagnes du Steenkampsberg au nord de Dullstroom, dans le Highveld du Mpumalanga. En aval du barrage de Kwena, la Crocodile River passe par le Schoemans Kloof jusqu'aux chutes de Montrose. Elle poursuit son cours vers Nelspruit à l'est et se jette dans le fleuve Komati à Komatipoort. 
La Rivière Elands est un affluent de la Crocodile river qui la rejoint dans les montagnes du Drakensberg près de la ville de Machadodorp.
La Rivière Crocodile a un bassin versant de 10 446 km2. Elle alimente la zone agricole du lowveld et le Parc national Kruger dont elle constitue la frontière sud. La baisse de débit observée ces dernières années est probablement due aux captages pour l'irrigation nécessaire à l'arboriculture dans la région.
Souvent en Afrique de Sud cette rivière est nommée Crocodile River (East) pour éviter la confusion avec la rivière homonyme à l'ouest de Roodepoort, Gauteng la Crocodile River (Limpopo).

## Galerie

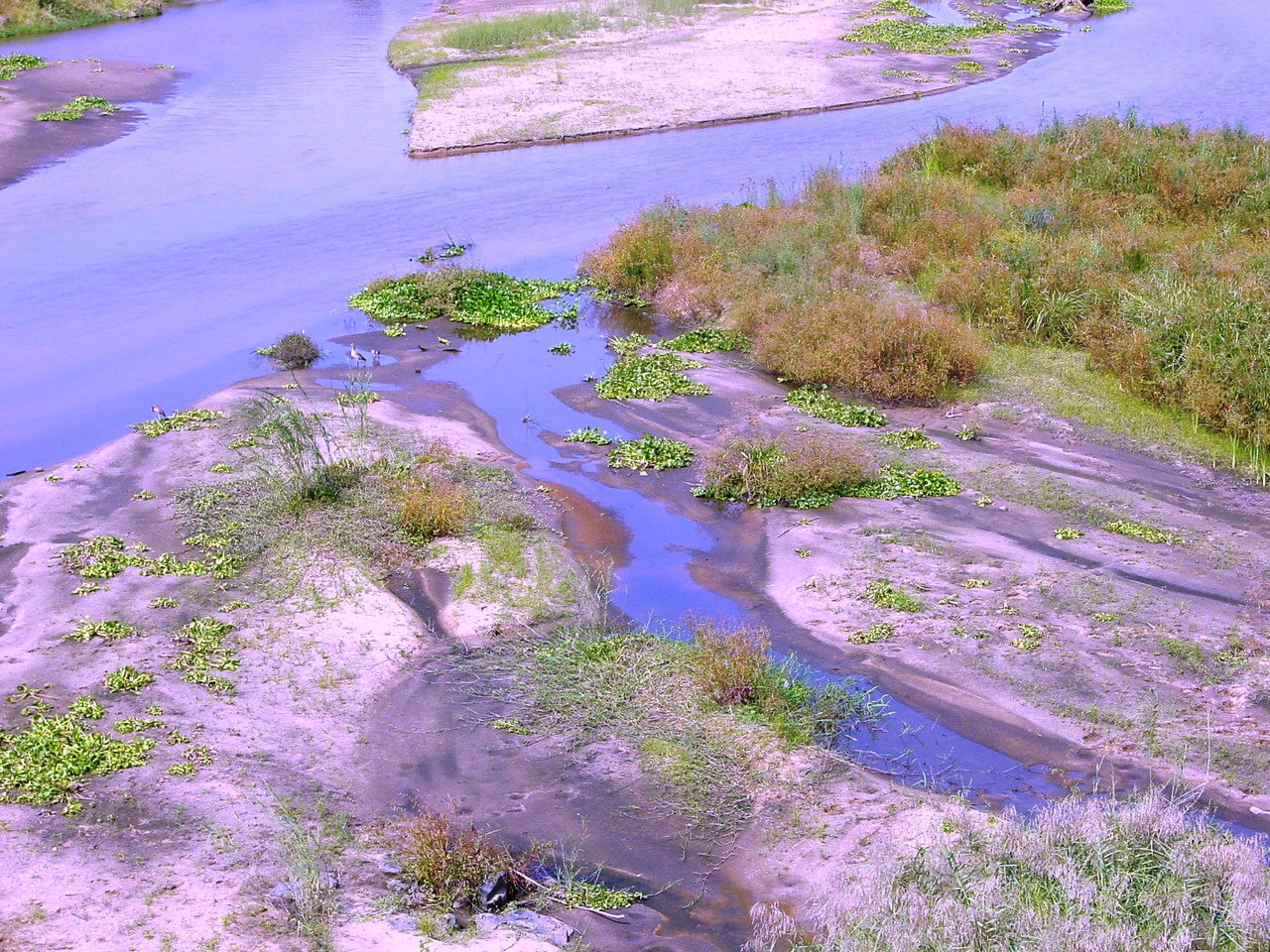
Crocodile river, Malelane
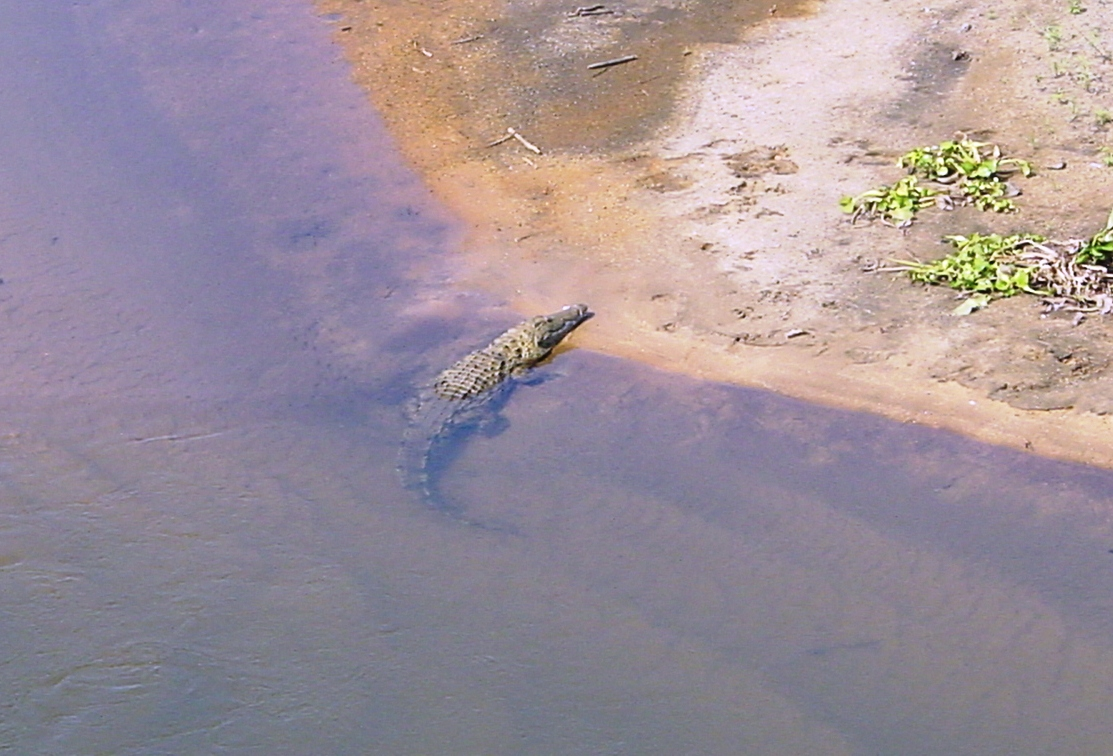
Crocodile river, Malelane